# Sitticus penicillatus adriaticus
Sitticus penicillatus là một phân loài nhện trong họ Salticidae.
Loài này thuộc chi Sitticus. Sitticus penicillatus adriaticus được Gábor von Kolosváry miêu tả năm 1938.